# BKK Berlin
Die BKK Berlin war eine deutsche gesetzliche Krankenversicherung aus der Gruppe der Betriebskrankenkassen und wurde durch Fusion mit der BKK Hamburg am 31. Dezember 2003 aufgelöst.
Sie wurde am 21. April 1900 als Betriebskrankenkasse der Stadtgemeinde Berlin gegründet. Am 24. Januar 1958 erfolgte die Wiedereinrichtung als Betriebskrankenkasse des Landes und der Stadt Berlin. Sie war eine Dienststelle des Senats von Berlin und es konnten sich bei ihr auch nur Bedienstete des Landes Berlin versichern. Kurz vor der Deutschen Wiedervereinigung erfolgte am 1. Mai 1989 eine Namensänderung zur BKK des Landes Berlin (BKK Berlin). Seit 1996 war die Krankenkasse auch für Mitglieder aus anderen Berufsgruppen geöffnet. Grundlage dafür bildete das 1996 eingeführte Recht auf freie Krankenkassenwahl.
Die geplante Fusion mit der BKK VBU zum 1. Januar 2003, um die defizitäre landeseigene Krankenkasse die  mit 70 Millionen Euro eine hohe Verschuldung und im Jahr 2002 eine ungünstige Versichertenstruktur hatte zu stabilisieren, wurde nicht durchgeführt.
Zum 1. Januar 2004 fusionierte die BKK Berlin mit der BKK Hamburg zur City BKK.
Am 30. Juni 2011 wurde die „City BKK“ aufgrund Insolvenz geschlossen und ist seit diesem Zeitpunkt eine Körperschaft des öffentlichen Rechts in Abwicklung (KöRiA) mit dem Verwaltungssitz in Düsseldorf. Die rund 200 ehemaligen Beschäftigten der Betriebskrankenkasse Berlin und späteren City BKK hatten Anspruch auf Weiterbeschäftigung beim Land Berlin. Dies wurde durch das Bundesarbeitsgericht in Erfurt entschieden und die Revision des Landes gegen eine Klägerin wurde verworfen.